# 馬格諾利亞 (伊利諾伊州)
馬格諾利亞（英語：Magnolia）是位於美國伊利諾伊州普特南縣的一個村落。

## 地理
馬格諾利亞的座標為41°06′46″N 89°11′43″W / 41.11278°N 89.19528°W，而該地最高點為海拔高度201米（即659英尺）。

## 人口
根據2010年美國人口普查的數據，馬格諾利亞的面積為0.84平方千米，當中陸地面積為0.84平方千米，而水域面積為0.00平方千米。當地共有人口260人，而人口密度為每平方千米309人。